# Werfer-Länderkampf der Frauen 1989 Italien – BR Deutschland – Bulgarien – Großbritannien – Ungarn
| 2. Leichtathletik-Länderkampf mit bundesdeutscher Beteiligung 1989                        | 2. Leichtathletik-Länderkampf mit bundesdeutscher Beteiligung 1989 |
| ----------------------------------------------------------------------------------------- | ------------------------------------------------------------------ |
|                                                                                           |                                                                    |
| Werfervergleich der Frauen Italien – BR Deutschland – Bulgarien – Großbritannien – Ungarn |                                                                    |
| Austragungsort                                                                            | Spoleto                                                            |
| Wettbewerbe                                                                               | 3                                                                  |
| Datum                                                                                     | 28. Mai                                                            |
| 1. FRG 2. BGR 3. HUN 4. GBR 5. ITA                                                        | 51 Punkte 37 Punkte 31 Punkte 29 Punkte 20 Punkte                  |
| Chronik                                                                                   |                                                                    |
| ← ITA-FRG-BGR-GBR-HUN 00Werfer (M)                                                        | GBR-FRG-URS-USA (M) →                                              |

Im zweiten Vergleich des Länderkampfjahres 1989 traten die bundesdeutschen Werferinnen wie ihre männlichen Kollegen in Spoleto, Umbrien, am 28. Mai gegen Italien, Bulgarien, Großbritannien und Ungarn an. Unter den Frauenteams hatte es in dieser Konstellation zuvor wie bei den Männern noch kein Aufeinandertreffen gegeben.

## Modus
Ausgetragen wurden die drei damaligen olympischen Frauenwettbewerbe aus dem Bereich Wurf/Stoß. Je Land und Wettbewerb starteten zwei Teilnehmerinnen. Die Punkte wurden nach folgenden Regeln vergeben: 1. Platz: 11 P / 2. Pl.: 9 P / 3. Pl.: 8 P / 4. Pl.: 7 P / ….

## Ergebnis
Je ein Einzelsieg in den drei Wettbewerben ging an Bulgarien, die Bundesrepublik Deutschland und Ungarn In den Disziplinwertungen lagen bundesdeutsche Athletinnen zweimal vorn, bulgarische Sportlerinnen einmal. In der Länderkampfwertung gab es zwar eine andere Reihenfolge als bei den Männern. Doch auch hier lagen die bundesdeutschen Sportlerinnen am Ende mit 51 Punkten vorn. 37 Punkte reichten für Bulgarien zum zweiten Platz. Ungarn platzierte sich mit 31 Punkten auf Rang drei vor Großbritannien (29 Punkte). Gastgeber Italien landete mit zwanzig Punkten auf dem fünften und letzten Platz.

## Resultate

### Kugelstoßen
| Platz | Athlet                  | Land | Weite (m) |
| ----- | ----------------------- | ---- | --------- |
| 01    | Stephanie Storp         | FRG  | 19,61     |
| 02    | Iris Plotzitzka         | FRG  | 19,43     |
| 03    | Viktoria Horváth        | HUN  | 18,11     |
| 04    | Myrtle Augee            | GBR  | 17,99     |
| 05    | Yvonne Hanson-Nortey    | GBR  | 17,34     |
| 06    | Werschinija Wesselinowa | BGR  | 16,83     |
| 07    | Agnese Maffeis          | ITA  | 16,78     |
| 08    | Svetla Mitkova-Sınırtaş | BGR  | 16,56     |
| 09    | Hajnal Herth            | HUN  | 16,21     |
| 10    | Maria Tranchina         | ITA  | 16,16     |

### Diskuswurf
| Platz | Athlet             | Land | Weite (m) |
| ----- | ------------------ | ---- | --------- |
| 01    | Zwetanka Christowa | BGR  | 63,78     |
| 02    | Ursula Kreutel     | FRG  | 62,30     |
| 03    | Stefania Simowa    | BGR  | 61,02     |
| 04    | Dagmar Galler      | FRG  | 59,74     |
| 05    | Agnese Maffeis     | ITA  | 56,86     |
| 06    | Jackie McKernan    | GBR  | 54,94     |
| 07    | Ágnes Herczeg      | HUN  | 54,66     |
| 08    | Lidia Rognini      | ITA  | 54,50     |
| 09    | Katalin Csöke      | HUN  | 51,40     |
| 10    | Jane Aucott        | GBR  | 50,78     |

### Speerwurf
| Platz | Athlet             | Land | Weite (m) |
| ----- | ------------------ | ---- | --------- |
| 01    | Zsuzsa Malovecz    | HUN  | 58,94     |
| 02    | Manuela Alizadeh   | FRG  | 57,06     |
| 03    | Sharon Gibson      | GBR  | 55,30     |
| 04    | Wialja Nikolowa    | BGR  | 53,32     |
| 05    | Margot Kruber      | FRG  | 51,26     |
| 06    | Wilma Vidotto      | ITA  | 50,62     |
| 07    | Anikó Koczka       | HUN  | 49,58     |
| 08    | Antoaneta Selenska | BGR  | 48,84     |
| 09    | Nicola Embleh      | GBR  | 48,06     |
| 10    | Stefania Galbiati  | ITA  | 46,40     |